# Puellina
Puellina is een mosdiertjesgeslacht uit de familie van de Cribrilinidae en de orde Cheilostomatida. De wetenschappelijke naam ervan is in 1886 voor het eerst geldig gepubliceerd door Jullien.

## Soorten
- Puellina atlantis Harmelin, 2006
- Puellina bathyalis Harmelin & Aristegui, 1988
- Puellina bifida (d'Hondt, 1970)
- Puellina caesia Dick, Grischenko & Mawatari, 2005
- Puellina capronensis Winston, 2005
- Puellina caraguata Winston & Vieira, 2013
- Puellina decipiens Ryland & Hayward, 1992
- Puellina directa Bishop & Househam, 1987
- Puellina egretta Ryland & Hayward, 1992
- Puellina flabellifera (Kirkpatrick, 1888)
- Puellina gattyae (Landsborough, 1852)
- Puellina harmeri Ristedt, 1985
- Puellina macaronensis Harmelin, 2006
- Puellina minervae Winston, 2016
- Puellina modica Bishop & Househam, 1987
- Puellina nana Reverter-Gil & Fernandez-Pulpeiro, 2007
- Puellina octospinata Winston, Vieira & Woollacott, 2014

- Puellina orientalis Harmelin & Aristegui, 1987
- Puellina paracaesia Yang, Seo, Min, Grischenko & Gordon, 2018
- Puellina picardi Harmelin, 1987
- Puellina praecox Bishop & Househam, 1987
- Puellina pseudoradiata Harmelin & Aristegui, 1988
- Puellina scripta (Reuss, 1848)
- Puellina septemcryptica Dick, Tilbrook & Mawatari, 2006
- Puellina septemspinosa (d'Hondt, 1986)
- Puellina setosa (Waters, 1899)
- Puellina smitti Winston, 2005
- Puellina testudinea Winston, 2005
- Puellina tuba Winston & Vieira, 2013
- Puellina tutissima Winston, 2016
- Puellina vaceleti Harmelin, 2006
- Puellina vicariata (Waters, 1923)
- Puellina voigti Ristedt, 1985
- Puellina vulgaris Ryland & Hayward, 1992

Niet geaccepteerde soorten:
- Puellina arrecta Bishop & Househam, 1987 → Cribrilaria arrecta Bishop & Househam, 1987
- Puellina biavicularia (Kataoka, 1961) → Glabrilaria biavicularia (Kataoka, 1961)
- Puellina cassidainsis (Harmelin, 1984) → Cribrilaria cassidainsis Harmelin, 1984  †
- Puellina corbula Bishop & Househam, 1987 → Glabrilaria corbula (Bishop & Househam, 1987)
- Puellina denticulata Harmelin & Aristegui, 1988 → Cribrilaria denticulata Harmelin & Aristegui, 1988
- Puellina hincksi (Friedl, 1917) → Cribrilaria hincksii (Friedl, 1917)
- Puellina innominata (Couch, 1844) → Cribrilaria innominata (Couch, 1844)
- Puellina mikelae Harmelin, 2006 → Cribrilaria mikelae (Harmelin, 2006)
- Puellina minima (Harmelin, 1984) → Cribrilaria minima Harmelin, 1984
- Puellina parva Reverter & Fernandez, 1996 → Puellina nana Reverter-Gil & Fernandez-Pulpeiro, 2007
- Puellina parva Reverter-Gil & Fernandez-Pulpeiro, 1996 → Puellina nana Reverter-Gil & Fernandez-Pulpeiro, 2007
- Puellina pedunculata Gautier, 1956 → Glabrilaria pedunculata (Gautier, 1956)
- Puellina radiata (Moll, 1803) → Cribrilaria radiata (Moll, 1803)
- Puellina saginata Winston, 2005 → Cribrilaria saginata (Winston, 2005)
- Puellina saldanhai Harmelin, 2001 → Cribrilaria saldanhai (Harmelin, 2001)
- Puellina setiformis Harmelin & Aristegui, 1988 → Cribrilaria setiformis Harmelin & Aristegui, 1988
- Puellina venusta Canu & Bassler, 1925 → Cribrilaria venusta (Canu & Bassler, 1925)